# Yvonne Pope Sintes
Yvonne Pope Sintes (Pretória,	8 de setembro de 1930 - 16 de agosto de 2021) foi uma aviadora britânica de origem sul-africana. Ela foi a primeira controladora de tráfego aéreo do aeroporto de Gatwick e, mais tarde, tornou-se a primeira capitã de companhia aérea comercial da Grã-Bretanha.

## Vida
Sintes nasceu Yvonne Elizabeth van den Hoek em 8 de setembro de 1930, em Pretória, na África do Sul.
Ela teve filhos.

## Carreira
Sintes teve uma carreira na aviação que abrangeu várias profissões: hospedeira de bordo, membro da RAF Volunteer Reserve, instrutora de voo, controladora de tráfego aéreo e piloto.
Em 1953, Sintes foi licenciada como piloto particular e instrutora assistente em Denham. Em 1955 tornou-se co-fundadora da Associação Britânica de Mulheres Pilotas
Sintes trabalhou no aeroporto de Gatwick de 1960 a 1964 como a primeira controladora de tráfego aéreo feminina.
A Morton Air Services recrutou Sintes como piloto em 1965. A partir de 1972, ela foi a primeira capitã comercial da Grã-Bretanha, o que incluiu a responsabilidade da tripulação. Sintes voou como piloto da companhia aérea britânica Dan-Air de 1975 até sua aposentadoria em 1980.

## Honras
- Jean Lennox Bird Pendant da Associação Britânica de Mulheres Pilotas[10]